# Benjamin Voisin
Benjamin Voisin (* 24. prosince 1996 v Paříži) je francouzský herec. Poté, co zastával jednu z hlavních rolí v minisérii Fiertés, získal rychlé uznání díky roli v dramatu Françoise Ozona Léto 85. Poté hrál v úspěšných francouzských inscenacích jako Ztracené iluze Xaviera Giannoliho nebo Bál šílených žen Mélanie Laurentové. Za roli v Giannoliho filmu získal Césara pro nejslibnějšího herce z roku 2022.

## Životopis
Benjamin Voisin je synem učitele z Cours Florent a účetní. Studoval na lyceu Clauda Bernarda v 16. pařížském obvodu, kde vyrůstal. Pokračoval studiem dramatu na Cours Florent, kam poprvé nastoupil v roce 2011 a po dobu tří let navštěvoval workshopy pro mládež. Poté se ve druhém ročníku zapojil do herecké přípravy. V roce 2016 nastoupil na Národní konzervatoř dramatického umění.
Benjamin Voisin poprvé vynikl v seriálu Fiertés, kde hrál dospívajícího hrdinu v první ze tří epizod vysílaných na Arte v květnu 2018.
Po své první filmové roli ve filmu Trouba k pohledání si ho vybral Rupert Everett do filmu Šťastný princ.
V roce 2020 se objevil ve filmu Léto 85 od Françoise Ozona, což mu vyneslo první nominaci na Césara pro nejslibnějšího herce.
V roce 2021 hrál hlavní roli ve Ztracených iluzích, adaptaci stejnojmenného Balzacova románu. Za ni obdržel Césara pro nejslibnějšího herce.

## Filmografie

### Film

#### Celovečerní filmy
- 2017: Trouba k pohledání, režie Florence Quentin (Thomas)
- 2018: Šťastný princ, režie Rupert Everett (Jean)
- 2020: Vzmuž se!, režie Benjamin Parent(Léo)
- 2020: La Dernière Vie de Simon, režie Léa Karmanna (Simon)
- 2020: Léto 85, režie Françoise Ozona (David Gorman)
- 2021: Bál šílených žen, režie Mélanie Laurent (Théophile Clery)
- 2021: Ztracené iluze, režie Xavier Giannoli (Lucien de Rubempre)

#### Krátkometrážní filmy
- 2016: Adèle, režie Hector Langevin
- 2017: Le Pérou, režie Marie Kremer (Vincent)

### Televize

#### Televizní filmy
- 2018: Vrahův advokát, režie Xavier Durringer (Alex Lagnier)
- 2018: Je sais tomber, režie Alain Tasma (Kévin)

#### Televizní seriály
- 2016: Emma, režie Alfred Lot (Mathieu Fournier)
- 2018: Fiertés, režie Philippe Faucon (Victor, 17 let)

## Divadlo
- 2014: Autour du rêve, Auditorium konzervatoře Jean-Philippe Rameaua
- 2016: Les êtres en quêtes
- 2016: Débris, režie Laure Frappier
- 2017: Un Dom Juan (podle Molièra), režie Benjamin Voisin, Théâtre des 2 galeries

## Ocenění

### Výhry
- Cena Cours Florent 2016: Cena Olgy Horstigové pro nejlepšího absolventa
- Filmový festival Cabourg 2018: Adam z nejlepší mladé naděje za Je sais tomber
- Filmový festival Cabourg 2020: Swann d'or mužského zjevení za Vzmuž se!
- Cena Lumières 2021: Lumières pro nejslibnějšího herce za Léto 85 (spolu s Félixem Lefebvrem)
- Caesar 2022: César pro nejslibnějšího herce za Ztracené iluze

### Nominace
- Caesar 2021: César pro nejslibnějšího herce za Léto 85
- Cena Lumières 2022: Lumière pro nejlepšího herce za Ztracené iluze